# Emigración filipina
La emigración filipina es un fenómeno actual complejo, caracterizado por la exportación sistemática de mano de obra. 
Hoy, más del 10 por ciento de la población trabaja en el extranjero y más de un millón abandona el país cada año, haciendo de Filipinas una de las sociedades más intensas en el ámbito migratorio.

## Flujo migratorio en Asia
Asia se caracteriza por ser un continente con un alto flujo migratorio. Las migraciones en el continente en general se deben a factores económicos, y por tanto suele tener lugar desde los países menos desarrollados hacia los países en los que el trabajo está mejor pagado. En este escenario podemos reconocer dos grupos;  países de partida y de acogida. Un país de partida enfoca sus políticas en medidas relacionadas con la emigración y el regreso de sus ciudadanos, mientras que un país de acogida se enfocó principalmente en políticas destinadas a regular el ingreso y estancia de migrantes.

## Historia
La migración masiva sentó sus bases en el período colonial. Filipinas estuvo durante siglos bajo la corona española, hasta que en 1898 el Reino de España firma el tratado de París, a través del cual hace entrega de la soberanía del territorio a Estados Unidos. Sin embargo, la población nativa se opuso a una nueva colonización, dando inicio a la guerra filipino-estadounidense.
La guerra concluye dejando 20 000 soldados y 2 000 civiles filipinos muertos y Estados Unidos se hace con el territorio filipino lo que provoca una fuerte occidentalización. El asentamiento de generales estadounidenses expone de manera importante a los filipinos a una nueva cultura con un idioma nuevo y una educación diferente. De la misma manera, expuso a la población a nuevas enfermedades como la cólera y la malaria, que prontamente se convirtieron en problemas de salud en las islas. Ante esto, los estadounidenses comenzaron a reclutar gente local (sobre todo las mujeres) para trabajar como voluntarias auxiliares y enfermeras y a quienes se les instruyó en la tradición occidental.
Durante la Segunda Guerra Mundial, Filipinas quedó bajo control japonés, pero volvió a estar bajo el gobierno de los Estados Unidos al finalizar la guerra. La guerra también fue un factor importante de aumento en la formación de enfermeras, quienes estarían al servicio de Estados Unidos.
Ya en 1948, Estados Unidos levantó el Programa de Visitantes de Intercambio, con el fin combatir la propaganda soviética durante la Guerra Fría. Filipinas se estableció como el país modelo para la aplicación del programa, dadas sus relaciones pasadas con el EE. UU. del cual participaron numerosas estudiantes filipinas, quienes fueron a trabajar y estudiar durante dos años, generando una primera ola de enfermeras, y en Nueva York  se establece la Philippine Nurses Association. En Estados Unidos esto produjo un aumento del 70% de inmigración filipina. Mientras tanto, en las Filipinas establecieron más escuelas de enfermería, para satisfacer la demanda, con lo cual el número de graduados de enfermería se disparó. En la década de 1940, sólo había 17 escuelas de enfermería, en contraste con 170 en 1990 y más de 300 en la actualidad.
La demanda de trabajadores extranjeros volvió a hacer su efervescencia en los años 70, con el auge del petróleo en Medio Oriente. En este punto la migración hacia los Estados Unidos deja de ser la más vigorosa, en cambio la migración hacia otros focos se ha intensificado desde entonces.
También en 1970 durante el gobierno de Ferdinand Marcos se implementó una nueva política de exportación del trabajo con el objetivo de contribuir a la economía del país. Se creó una agencia estatal encargada de prestar ayuda en temas laborales, tales como el contrato y el visado. Esto consagra a Filipinas como uno de los países más importantes en cuanto a exportación de mano de obra.

## Política gubernamental
Filipinas lleva 35 años con una política expresa de exportación de mano de obra, esta es una política popular, prácticamente no hay oposición.
La política filipina de migración laboral se ha enfocado históricamente en difuminar las barreras  para que los trabajadores accedan a un empleo en el extranjero y los distintos gobiernos mantienen su aplicación y perfeccionamiento. Las condiciones de trabajo varían según el cumplimiento de las normas internacionales del trabajo por parte del país receptor. Los estándares son establecidos por la OIT, que es una agencia de la ONU de la cual forman parte 185 de los 193 miembros de la ONU. Los estándares laborales varían mucho según las regulaciones del país anfitrión y la aplicación. Una de las razones principales de las grandes diferencias en las normas laborales se debe al hecho de que la OIT solo puede registrar quejas y no imponer sanciones a los gobiernos.
Desde que aumentó la demanda mundial de trabajadoras domésticas y de la salud, el gobierno filipino ha abierto su política pública para promover a las mujeres que trabajan en el extranjero. Esto ha producido una feminización del fenómeno migratorio.

## Impactos sociales asociados
Sin embargo, trabajar en el extranjero puede implicar vulnerabilidad. Los costos sociales de este fenómeno son principalmente la  desarticulación de la familia, la descalificación de mano de obra que vuelve y la posible explotación de migrantes en el extranjero.
Pero esta no es la única realidad, para muchas personas, principalmente mujeres, la posibilidad de emigrar se presenta como una oportunidad de empezar de nuevo

## Países con población filipina
- Alemania: las estadísticas de 2024 registraron 45.265  personas con nacionalidad filipina [8]
- Australia: en el censo de 2017 se registraron 233.108 filipinos[9]
- Austria: en 2007 había 15 258 filipinos censados.[10]
- Bahamas: según el censo del 2017, habría 1 160 filipinos.[11]
- Baréin: 49 322 inmigrantes filipinos.[12]
- Brunéi: 14.227[13]
- Bután: el censo de 2017 registró 19 filipinos.[14]
- Camboya: el censo de 2017 registró 156 filipinos.[15]
- Canadá: el censo de 2017 registró 528 257 filipinos,[16] siendo un país receptor destacado.
- Catar: el censo de 2017 registró 151 465 filipinos.[17]
- China: el censo de 2017 registró 74 674 filipinos.[18]
- Chipre: el censo de 2017 registró 7 709 filipinos.[19]
- Corea del Norte: el censo de 2017 percibió 2 954 filipinos.[20]
- Corea del Sur: el censo de 2017 registró 46 057 filipinos.[21]
- Dinamarca: el censo de  2017 registró 12 482[22]
- Egipto: el censo de 2017 registró 1 032[23]
- España: el censo de 2017 registró 43 063 filipinos. Los ciudadanos filipinos pueden acceder a la nacionalidad española al cumplir los dos años de residencia legal en el país.[24]
- Micronesia: 126[25]
- Estados Unidos: el censo de  2011 registró 4.076.253[26]
- Ecuador: el censo de 2019 registró 123 filipinos[27]
- Finlandia: el censo de 2017 registró 3 626[28]
- Grecia: el censo de 2017 registró 8.316[29]
- Hong Kong: el censo de 2017 registró 119 757[30]
- Indonesia: el censo de 2017 registró 4.817[31]
- Irlanda: el censo de 2017 registró 16.467 filipinos[32]
- Islandia: el censo del 2017 registró 1.661 filipinos[33]
- Islas Marshall: el censo del 2017 registró 542 filipinos[34]
- Islas Salomón: el censo del 2017 registró 117[35]
- Italia: el censo del 2017 registró 145.980 filipinos[36]
- Japón: el censo del 2017 registró 238.797 filipinos[37]
- Jordania: el censo del 2017 registró 3.873 filipinos[38]
- Kuwait: el censo del 2017 registró 197.751 filipinos[39]
- Liechtenstein: el censo del 2017 registró 40 filipinos[40]
- Líbano: el censo del 2017 registró 989 filipinos[41]
- Malasia: el censo del 2017 registró 103.766 filipinos[42]
- Maldivas: el censo del 2017 registró 7.062 filipinos[43]
- Malta: el censo del 2017 registró 599 filipinos[44]
- Mongolia: el censo del 2017 registró 157 filipinos[45]
- Noruega: el censo del 2017 registró 22.178 filipinos[46]
- Nueva Zelanda: el censo del 2017 registró 39.788 filipinos[47]
- Omán: el censo del 2017 registró40.397 filipinos[48]
- Palaos: el censo del 2017 registró 2.949 filipinos[49]
- Panamá: el censo del 2017 registró 1.653[50]
- Papúa Nueva Guinea: el censo del 2017 registró 1.535 filipinos[51]
- Perú: el censo del 2017 registró 330 filipinos[52]
- Reino Unido: el censo del 2017 registró 138.905 filipinos[53]
- Seychelles: el censo del 2017 registró 712 filipinos[54]
- Singapur: el censo del 2017 registró 15.874 filipinos[55]
- Suecia : el censo del 2017 registró 12.549 filipinos[56]
- Suiza: el censo de 2017 registró 13.915 filipinos[57]
- Tailandia: el censo de 2017 registró 1.349 filipinos[58]
- Timor Oriental: el censo de 2017 registró 796 filipinos[59]
- Trinidad y Tobago: el censo de 2017 registró 348 filipinos[60]
- Vietnam: el censo de 2017 registró 118 filipinos[61]

## Nota
1. ↑  Asis, Maruja M.B. (1 de enero de 2006). «The Philippines' Culture of Migration» (en inglés). Consultado el 28 de junio de 2018.